# Steve Jones (Biologe)

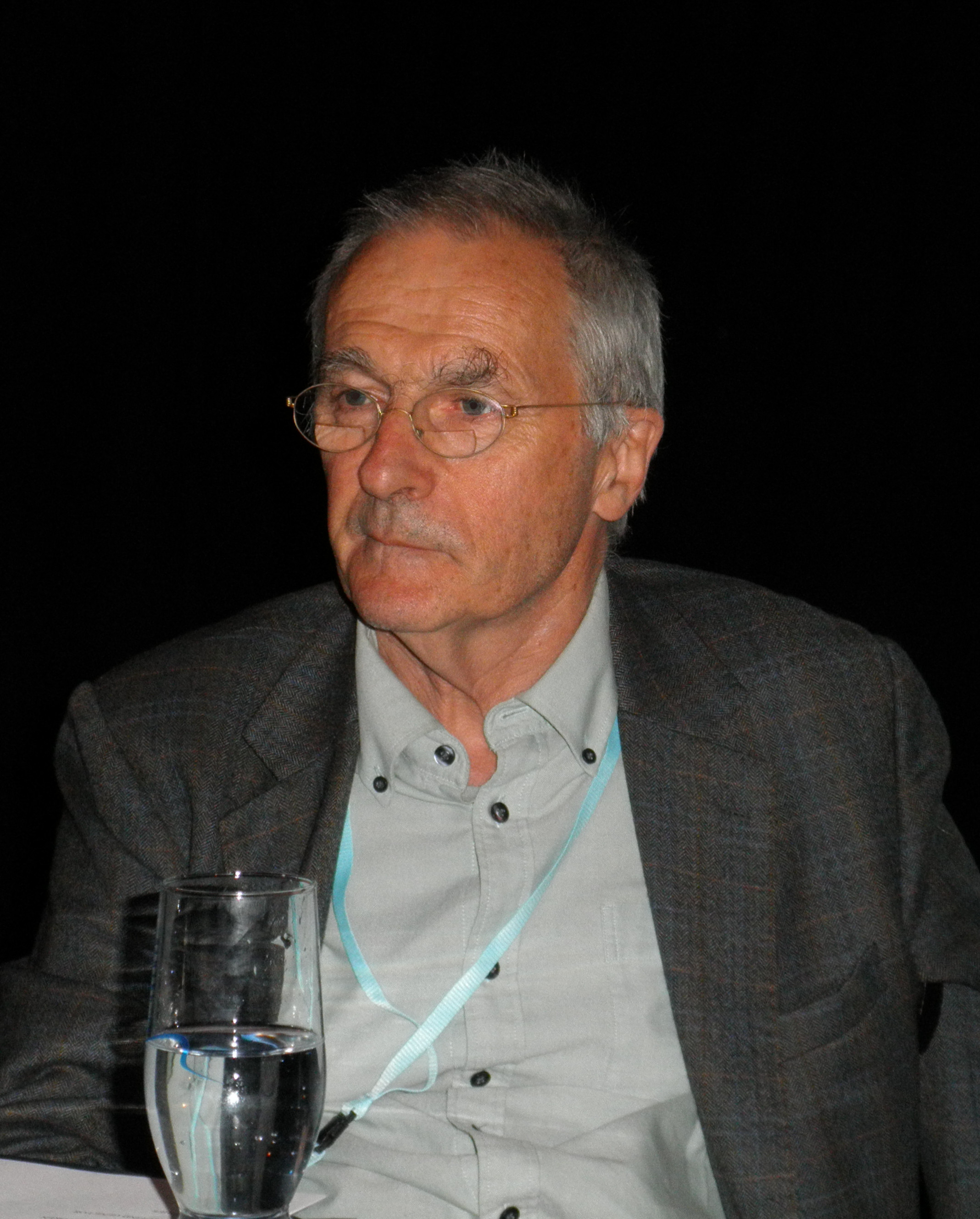
Steve Jones (2012)

Steve Jones (* 24. März 1944) ist ein britischer Genetiker. Er ist Professor für Genetik und Direktor des Instituts für Biologie (Biology Department) am University College London.
Jones wurde bekannt durch für den interessierten Laien geschriebene Büchern über Evolution, in denen er dem Leser die Erkenntnisse der Wissenschaft näherbringen will. Er setzt sich für die British Humanist Association ein und kritisiert die christlich-fundamentalistische Bewegung des Kreationismus. Für sein Engagement wurde er mit dem Irwin Prize Secularist of the Year ausgezeichnet. Seit 2011 ist er Mitglied der American Philosophical Society.

## Veröffentlichungen
- The language of the genes. 1993
  - Die Botschaft der Gene. Evolution als Erblast und Chance. List, München/Leipzig 1995, ISBN 3-471-79304-6
- In the blood. 1997
  - Gott und die Gene. Die Berichte der Bibel und die Erkenntnisse der Genetik. Hoffmann und Campe, Hamburg 1998, ISBN 3-455-11217-X
- Almost like a whale. 1999
  - Wie der Wal zur Flosse kam. Ein neuer Blick auf den Ursprung der Arten. Hoffmann und Campe, Hamburg 1999, ISBN 3-455-11247-1; dtv, München 2002, ISBN 3-423-33073-2
- Y – the descent of men. 2002
  - Der Mann. Ein Irrtum der Natur? Rowohlt, Reinbek 2003, ISBN 3-498-03219-4; rororo, Reinbek 2005, ISBN 3-499-61961-X
- Darwin’s island. 2009
  - Darwins Garten. Leben und Entdeckungen des Naturforschers Charles Darwin und die moderne Biologie. Piper, München/Zürich 2009, ISBN 978-3-492-05213-9